# 新日本石油精製
新日本石油精製株式会社（しんにほんせきゆせいせい、英: Nippon Petroleum Refining Co., Ltd.）は、かつて存在した石油製品や石油化学製品の製造を行う企業である。新日本石油の精製子会社でもあった。
2010年7月1日に、JXホールディングス（現・ENEOSホールディングス）傘下である当社と新日本石油、ジャパンエナジーの3社が合併・事業統合の上、JX日鉱日石エネルギー株式会社（現・ENEOS）となった。

## 事業所

### 製油所
- 室蘭製油所（北海道室蘭市）
  - 原油処理能力：180,000バレル/日
- 仙台製油所（仙台市宮城野区）
  - 原油処理能力：145,000バレル/日
- 根岸製油所（横浜市磯子区）
  - 原油処理能力：340,000バレル/日、日本国内最大の製油所
- 大阪製油所（大阪府高石市）
  - 原油処理能力：115,000バレル/日
- 水島製油所（岡山県倉敷市）
  - 原油処理能力：250,000バレル/日
- 麻里布製油所（山口県玖珂郡和木町）
  - 原油処理能力：127,000バレル/日
- 大分製油所（大分市）
  - 原油処理能力：160,000バレル/日

### 製造所
- 川崎製造所（神奈川県川崎市川崎区）
- 横浜製造所（横浜市神奈川区）

## 沿革

### 新日本石油精製
- 1951年（昭和26年）10月1日 - 日本石油（後の新日本石油）とアメリカのカルテックス（現・シェブロン）の折半出資により、日本石油精製株式会社として設立。日本石油より横浜製油所・下松製油所を移管。
- 1956年（昭和31年）12月1日 - 室蘭製油所発足（同年12月15日操業開始）。
- 1964年（昭和39年）1月6日 - 根岸製油所発足（同年3月17日操業開始）。
- 1975年（昭和50年）11月1日 - 東洋石油精製を合併、沖縄製油所（旧・中城製油所）を継承。
- 1987年（昭和62年）7月27日 - 沖縄製油所における原油処理を停止（後に閉鎖）。
- 1996年（平成8年）4月 - 日本石油がカルテックス社が所有する日本石油精製の全株式を取得、100%子会社とする。
- 1999年（平成11年）7月 - 日石三菱精製株式会社に商号変更。旧・三菱石油水島製油所（1961年5月操業開始）を日石三菱より移管。下松製油所を日本石油加工（後の新日本石油加工）に譲渡。
- 2000年（平成12年）6月 - 卸電力事業（IPP事業）開始。
- 2002年（平成14年）4月1日 - 興亜石油および東北石油を合併し、新日本石油精製株式会社に商号変更。
- 2006年（平成18年）10月1日 - 新日本石油加工を合併。
- 2007年（平成19年）11月 - 電力小売事業（PPS事業）開始。
- 2008年（平成20年）
  - 4月1日 - 新日本石油化学を吸収合併し、川崎製造所が発足。横浜製油所が横浜製造所に改称。
  - 10月1日 - 九州石油から分割された大分製油所における石油製品等の製造事業および付帯関連事業を承継。
- 2010年（平成22年）7月1日 - 新日本石油・ジャパンエナジーと合併し事業統合、JX日鉱日石エネルギー株式会社となる。

### 東洋石油精製
- 1968年（昭和43年）8月22日 - 琉球石油（現・りゅうせき）・琉球セメントなどの出資により、東洋石油精製株式会社設立。
- 1970年（昭和45年）
  - 5月 - 日本石油精製が資本参加。
  - 11月5日 - 中城製油所（沖縄県中頭郡中城村泊）が操業開始。
- 1975年（昭和50年）
  - 5月 - 日本石油精製の完全子会社となる。
  - 11月1日 - 日本石油精製に合併される。

### 興亜石油
- 1933年（昭和8年）6月7日 - 東洋商工株式会社設立。
- 1934年（昭和9年）12月 - 東洋商工石油株式会社に社名変更。
- 1941年（昭和16年）5月 - 興亜石油株式会社に社名変更。
- 1943年（昭和18年）12月 - 麻里布製油所操業開始。
- 1949年（昭和24年）7月 - カルテックス社と原油委託精製契約を締結。
- 1949年（昭和24年）8月1日 - 石油元売企業に指定。
- 1950年（昭和25年）5月29日 - 東京証券取引所に株式上場。
- 1951年（昭和26年）2月 - 販売を停止、石油精製専業に。
- 1953年（昭和28年）3月5日 - 横浜製油所を亜細亜石油に譲渡。
- 1954年（昭和29年）10月10日 - 興亜石油ガス株式会社を設立。
- 1971年（昭和46年）1月6日 - 大阪製油所操業開始。
- 1998年（平成10年）7月 - 卸電力事業（IPP事業）開始。
- 1999年（平成11年）9月 - 日石三菱の子会社となる。
- 2001年（平成13年）
  - 9月25日 - 上場廃止。
  - 10月1日 - 興亜石油ガスが日本石油瓦斯（後の新日本石油ガス、2005年に新日本石油が吸収合併）に合併される。
- 2002年（平成14年）4月1日 - 新日本石油精製に合併される。

### 東北石油
- 1968年（昭和43年）7月8日 - 三菱石油・三菱商事・東北電力などの出資により、東北石油株式会社設立。
- 1971年（昭和46年）7月1日 - 仙台製油所が操業開始。
- 2002年（平成14年）4月1日 - 新日本石油精製に合併される。

### 新日本石油加工
- 1960年（昭和35年）4月1日 - 日本加工油株式会社。
- 1961年（昭和36年）1月21日 - 潤滑油調合・グリース製造を行う東京工場を操業開始。
- 1967年（昭和42年）11月1日 - 日本石油柏崎工場を継承。
- 1968年（昭和43年）8月20日 - 日本石油加工株式会社に社名変更。
- 1970年（昭和45年）4月1日 - 日本石油秋田製油所を秋田工場として継承。
- 1982年（昭和57年）8月21日 - 秋田工場を秋田事業所に改称。
- 1999年（平成11年）4月1日 - 日本石油新潟製油所を新潟工場（潤滑油調合・ソルベント製造などを行う）として、日本石油精製下松製油所を下松工場として継承。
- 2001年（平成13年）
  - 1月 - 下松事業所発足。
  - 3月31日 - 柏崎工場及び下松工場閉鎖。
- 2002年（平成14年）6月 - 新日本石油加工株式会社に社名変更。
- 2006年（平成18年）
  - 5月 - 東京工場、新潟工場操業停止。潤滑油調合事業を新日本石油精製に、ソルベント製造事業を新日本石油化学に譲渡。
  - 10月1日 - 新日本石油精製に合併される。下松事業所、新潟事業所を新日本石油に譲渡。